# Comelf
Comelf Bistrița este o companie producatoare de utilaje terestre din România.
Compania produce mașini și utilaje pentru lucrări terasiere, pentru centrale energetice, protecția mediului, echipamente pentru ridicat și transportat, subansamble ale acestora și piese de schimb.
Acționarul majoritar al companiei este Uzinsider, care deține 76,64% din capital, în vreme ce SIF Banat-Crișana (SIF1) are o participație de 5,01%.
Titlurile companiei se trazacționează la categoria a II-a a Bursei de Valori București (BVB), sub simbolul CMF.
Cifra de afaceri în 2007: 30,1 milioane euro
Venit net:
- 2008: 0,5 milioane euro[4]
- 2007: 1,4 milioane euro[3]

## Istoric
A fost înființată în 1971, sub numele Întreprinderea de Utilaj pentru Industria Materialelor de Construcții și Refractare (IUIMCR).
În anul 1977, a fost organizată ca Fabrica de Utilaj Tehnologic în cadrul Combinatului Industriei Construcțiilor de Mașini Bistrița (CICM), înființat în același an.
În anul 1981 a devenit Intreprinderea de Utilaj Tehnologic (IUT) – după desființarea CICM.
A fost transformată în societate comercială pe acțiuni în anul 1991, și redenumită în COMELF.
În anul 1995 a fost listată la Bursa de Valori București, din prima zi de funcționare a acesteia.
În anul 1999, societatea a fost privatizată integral cu capital românesc, acționarul majoritar fiind SC Uzinsider SA – București.